# Søllinge Kirke
Søllinge Kirke er kirken i Søllinge Sogn i Faaborg-Midtfyn Kommune, tidligere Ringe Kommune.
Kirkens præst er sognepræst for Rolfsted, Hellerup og Søllinge sogne

## Eksterne kilder og henvisninger
- Søllinge Kirke hos KortTilKirken.dk